# Pittsboro (Indiana)
Pour les articles homonymes, voir Pittsboro.
La ville américaine de Pittsboro est située dans le comté de Hendricks, dans l’État de l’Indiana. Sa population s’élevait à 2 928 habitants lors du recensement de 2010.

## Source
- (en) Cet article est partiellement ou en totalité issu de l’article de Wikipédia en anglais intitulé « Pittsboro, Indiana » (voir la liste des auteurs).